# Drasterius
Drasterius is een geslacht van kevers uit de familie  
kniptorren (Elateridae).
Het geslacht is voor het eerst wetenschappelijk beschreven in 1829 door Eschscholtz.

## Soorten
Het geslacht omvat de volgende soorten:
- Drasterius aegyptiacus Buysson, 1905
- Drasterius aethiopicus Candeze
- Drasterius agnatus (Candèze, 1873)
- Drasterius amplicollis (Fleutiaux, 1933)
- Drasterius apicalis (Candèze, 1878)
- Drasterius atricapillus (Germar, 1824)
- Drasterius bimaculatus (Rossi, 1790)
- Drasterius brahminus Candèze, 1859
- Drasterius brevipennis Candeze
- Drasterius cambodiensis Fleutiaux, 1889
- Drasterius candezei (Fleutiaux, 1918)
- Drasterius caneparii Platia & Gudenzi, 1997
- Drasterius capensis Candèze, 1889
- Drasterius collaris Candèze, 1859
- Drasterius confusus Platia & Gudenzi, 1997
- Drasterius cruciatus Candèze, 1900
- Drasterius csorbai Platia & Gudenzi, 1997
- Drasterius fleutiauxi Platia & Gudenzi, 1997
- Drasterius fouqueti Fleutiaux, 1918
- Drasterius gibbulus Candèze, 1900
- Drasterius illinitus (Candèze, 1889)
- Drasterius insularis (Candèze, 1875)
- Drasterius makrisi Preiss & Platia, 2003
- Drasterius mimus Candeze
- Drasterius nigellus (White, 1846)
- Drasterius niger (Laurent, 1974)
- Drasterius nigricollis (Fleutiaux, 1918)
- Drasterius nimbanus (Girard, 1991)
- Drasterius nodieri (Fleutiaux, 1918)
- Drasterius occidentalis Girard, 1991
- Drasterius okinawensis (Ôhira, 2000)
- Drasterius perroti (Fleutiaux, 1933)
- Drasterius philippinus Platia & Gudenzi, 1997
- Drasterius prosternalis Candèze, 1878
- Drasterius schatzmayri Binaghi, 1941
- Drasterius scotti Fleutiaux, 1935
- Drasterius severus Candèze, 1897
- Drasterius suarezi Cobos, 1964
- Drasterius sulcatulus Candèze, 1859
- Drasterius thiollayi Girard, 1971
- Drasterius thoracicus Fleutiaux, 1919
- Drasterius umbrosus Erichson
- Drasterius varians Fleutiaux
- Drasterius werneri Platia & Gudenzi, 1997